# ذفرة شلشترية
ذفرة شلشترية (الاسم العلمي:Cleome schlechteri) هي نوع من النباتات تتبع جنس الذفرة من الفصيلة الذفرية.